# Tetrastichus compsivorus
Tetrastichus compsivorus är en stekelart som beskrevs av Crawford 1915. Tetrastichus compsivorus ingår i släktet Tetrastichus och familjen finglanssteklar. Inga underarter finns listade i Catalogue of Life.